# François Grellet
François Grellet, né le 19 octobre 1838 à Vienne et mort le 8 juillet 1908 à Paris, est un peintre français.

## Biographie
François Grellet est le fils de Jean Grellet (1806-1895), chaufournier, et de Jeanne Morel (1815-1843)
Élève de Félix-Joseph Barrias et de son frère Alexandre Grellet (1835-1918), il expose au Salon
de 1865 à 1870 sous le nom religieux de frère Athanase-Martyr, puis sous son nom civil de 1872 à 1889.  
En 1876, il épouse Mariette Becker, les peintres Paul Lenoir, Victor Leduc, Alfred et Georges Becker sont témoins du mariage. 
Il meurt à son domicile de la rue Boileau, à l'âge de 70 ans.